# SN 1998dh
SN 1998dh – supernowa typu Ia odkryta 4 sierpnia 1998 roku w galaktyce NGC 7541. Jej maksymalna jasność wynosiła 14,24m.